# Liopholidophis dolicocercus
Espèce
Synonymes
- Dromicus dolicocercus Peracca, 1892
- Tropidonotus dolicocercus (Peracca, 1892)

Statut de conservation UICN

 LC  : Préoccupation mineure
Liopholidophis dolicocercus est une espèce de serpents de la famille des Lamprophiidae.

## Répartition
Cette espèce est endémique de Madagascar.

## Description
L'holotype de Liopholidophis dolicocercus mesure 427 mm dont 162 mm pour la queue.

## Galerie

Liopholidophis dolicocercus
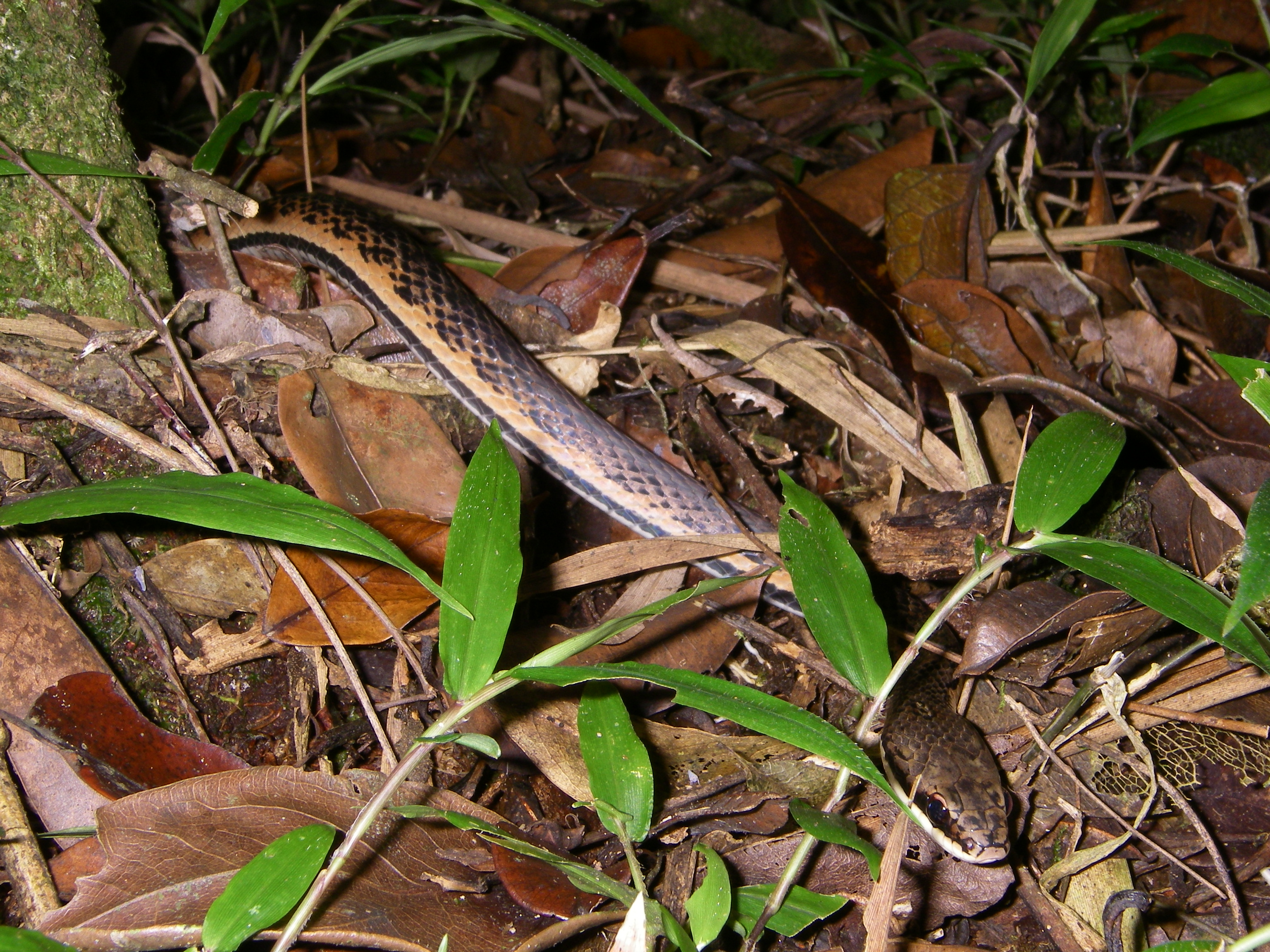

## Publication originale
- Peracca, 1892 : Descrizione di nuove specie di rettili e anfibi di Madagascar. Bollettino dei Musei di Zoologia e Anatomia Comparata della R. Universita di Torino, vol. 7, n. 112, p. 1-5 (texte intégral).